# Malone (Teksas)
Malone je gradić u američkoj saveznoj državi Teksas. Prema popisu stanovništva iz 2010. u njemu je živjelo 269 stanovnika.